# Chaim Kaplan
Chaim Aron Kaplan (en hebreu  חיים אהרן קפלן) va ser una víctima jueva del nazisme (Haradzishcha (Baránavichi), 1880 - Treblinka, desembre de 1942 o gener de 1943). Educador de renom, va portar un diari personal, cosa que el va convertir, el 1939, en un dels molts diaristes de la Xoà.

## Biografia
Va rebre la seva educació religiosa a la ieixivà de Mir, aleshores a Polònia, que va completar a l'Institut Pedagògic de Vílnius. El 1902, es va traslladar a Varsòvia, on va fundar una escola primària hebrea privada, de la qual va ser el director fins que els nazis van abolir el sistema educatiu jueu. Va publicar nombrosos llibres, incloent-hi una gramàtica hebrea, llibres sobre història i tradicions jueves, i una Hagadà de Pasqua per a nens. També va col·laborar en revistes en ídix i hebreu. Va començar a escriure un diari hebreu el 1933. Fins a la guerra, va registrar principalment pensaments personals. Chaim Kaplan va viatjar als Estats Units el 1921 i a la Palestina Mandatòria el 1936. Els seus dos fills van optar per establir-s'hi.
Amb la guerra, el contingut del seu diari va canviar i gairebé no contenia material personal. Es va convertir en la crònica d'un observador i comentarista agut. L'1 de setembre de 1939, va comentar l'inici del conflicte. Va dir: "La barbàrie nazi ha arribat. Creu que el conflicte que comença serà particularment destructiu: 'En veritat, aquesta guerra porta destrucció a la civilització humana, però aquesta civilització mereix ser destruïda i aniquilada'". Però és conscient que els perills als quals s'enfronten els jueus són: "'set vegades més grans'". Allà on Hitler posa els peus, ja no hi ha esperança per al poble jueu. Chaim Kaplan s'ofereix voluntari, com molts jueus de Varsòvia, per cavar trinxeres per a la defensa de la ciutat.
Chaim Kaplan escriu dia a dia sobre la construcció del gueto i la vida quotidiana a l'interior. En els primers dies, el gueto estava superpoblat: 
| « | "Al gueto no hi ha absolutament cap espai per estar-hi dret. Quan surts al carrer, immediatament et veus atrapat pel corrent d'una multitud de milers de persones". | » |

Ja el novembre de 1939, va observar que els jueus començaven a veure's a si mateixos com a "coses" inferiors. Ràpidament va entendre que l'objectiu dels nazis era eliminar els jueus a través de la fam, les malalties i l'assassinat organitzat. Només podia deplorar la complicitat objectiva entre el Judenrat i les autoritats alemanyes. També va compartir els seus pensaments personals sobre el futur dels jueus. Creia en la força oculta del poble jueu i que algun dia triomfarien sobre la brutalitat nazi. Però temia que els jueus de Varsòvia mai no veiessin aquest dia. El seu diari fluctua entre l'optimisme sobre una victòria imminent contra el nazisme i el pessimisme sobre la situació actual. Incapaç de suportar sol les ansietats del futur, inventa un company fictici, Hirsh, que esdevé el presagi de males notícies i desastres imminents.
Malgrat la prohibició nazi, continua la seva tasca ensenyant tradicions jueves al seu apartament del gueto. Al seu diari, expressa la seva admiració per la set d'aprenentatge dels nens malgrat els perills que això comporta. El 1940, va ser elegit per representar els professors al Judenrat.
Escriure esdevé per a ell una veritable "missió històrica", un testimoni indispensable del destí de la comunitat jueva. Alguns dies, escriu al seu diari diverses vegades per assegurar-se que no oblida res del que veu. Chaim Kaplan intenta així "reproduir amb la ploma la imatge del ganivet que mai deixa de tallar-ho tot sense pietat". Rebutja tant la "conspiració del silenci" com la invocació de la ignorància per justificar la barbàrie nazi, tot i que sap que portar aquest diari posa en risc la seva vida. Mostra la indiferència dels polonesos i fins i tot la seva aprovació del destí dels jueus. El  març de 1942, escriu: "La vida al gueto és congelada i immòbil. Hi ha murs al nostre voltant; ens falta espai i no tenim llibertat d'acció. Tot el que fem és il·legal, perquè legalment ni tan sols tenim dret a existir". Informa de tots els rumors, les difamacions, les notícies. Amb gran agudesa, explica l'origen de l'antisemitisme nazi, que té les seves arrels en l'antisemitisme medieval, desenvolupat amb gelosia de l'èxit econòmic dels jueus i les teories racistes de Houston Stewart Chamberlain. Emanuel Ringelblum, que coneix el seu diari, lamenta que Chaim Kaplan es negués a dipositar-lo als arxius de l'Oneyg Shabat. Prefereix guardar els seus quaderns amb ell i només accepta que es copiïn certs passatges per ser dipositat als arxius de Ringelblum.
Durant la deportació massiva de l'estiu de 1942, va escriure: "'Al final, tothom serà deportat'". L'última entrada del seu diari està datada del 4 d'agost de 1942. Es pregunta què passarà amb el seu diari després que acabi.
Es creu que Chaim Kaplan i la seva dona van morir el desembre de 1942 o el gener de 1943 a Treblinka. Abans de la seva deportació, va confiar el seu diari a un amic, Rubinsztejn, que era treballador forçat fora del gueto. Així va poder treure'l del gueto de Varsòvia i confiar-lo a un catòlic polonès, Wladyslaw Wojcek, que vivia en una petita ciutat a prop de Varsòvia. Aquest últim va emigrar als Estats Units el 1962, emportant-se els quaderns de Chaim Kaplan, que va vendre a la Universitat de Nova York i a institucions culturals jueves. Les diverses parts de la revista es van escampar arreu del món abans de ser reunides pel professor Abraham Katsh, que va produir una edició parcial el 1965. El 1972, finalment es va publicar la primera edició completa de la revista de Kaplan.

## Obres
- Hebräische Grammatik. 1924
- Ilustrowana Hagada na Pesach. Vasròvia: Limud, 1928
- Pezurai. Essays. 1937
- Megilat yisurin (crònica d'una agonia, 1947, 1966)